# Paso de Ovejas (kommun)
Paso de Ovejas är en kommun i Mexiko.   Den ligger i delstaten Veracruz, i den sydöstra delen av landet, 290 km öster om huvudstaden Mexico City.
Följande samhällen finns i Paso de Ovejas:
- Paso de Ovejas
- Tolomé
- El Hatito
- Plan del Manantial
- Palmaritos
- La Ceiba
- Bandera de Juárez
- El Mango
- Loma Fina
- Yucatán
- El Pochote
- Pozo de Mata Ramírez
- La Víbora
- El Faisán
- Rancho Nuevo
- Mata Grande
- Carretas
- Las Trancas
- Tamarindo
- El Manguito
- Zapotito
- Boquerón
- Colonia San Isidro
- Patancán
- Buena Vista